# Henry Eikhlein
Henry Eikhlein (* 23. Juni 1960 in Painne Chaung, Burma) ist ein myanmarischer römisch-katholischer Geistlicher und Bischof von Pathein.

## Leben
Henry Eikhlein erwarb zunächst einen Bachelor in Psychologie und studierte anschließend Philosophie und Theologie am Priesterseminar St. Joseph in Rangun. Am 11. März 1989 empfing er das Sakrament der Priesterweihe für das Bistum Pathein.
Nach Kaplanstätigkeit an der Kathedrale von Pathein ging er noch im Jahr seiner Priesterweihe nach Frankreich und sammelte hier sowie in England, Israel und auf den Philippinen klösterliche Erfahrungen. Während dieser Zeit studierte er von 1992 bis 1994 an der Université Catholique de l’Ouest in Angers, an der er das Lizenziat in Theologie. Nach der Rückkehr in den Diözesandienst war er von 1995 bis 1997 Pfarrer in Pathein und von 1996 bis 1997 außerdem Rektor des Knabenseminars. Von 1998 bis 2003 war er Spiritual und anschließend bis 2009 Regens des Priesterseminars von Tangun. Von 2009 bis 2017 war er Direktor der Diözesancaritas und von 2018 bis 2021 Koordinator des sozio-pastoralen Diözesanprogramms. Nach dem Tod von Bischof John Hsane Hgyi im Juli 2021 wurde er zum Diözesanadministrator des Bistums Pathein gewählt.
Papst Franziskus ernannte ihn am 31. Mai 2023 zum Bischof von Pathein. Der Erzbischof von Yangon, Charles Maung Bo SDB, spendete ihm am 25. August desselben Jahres in der Kathedrale St. Peter in Pathein die Bischofsweihe. Mitkonsekratoren waren der Bischof von Pyay, Alexander Pyone Cho, und der Bischof von Mawlamyine, Maurice Nyunt Wai.